# 陛下の野党
イギリスにおける陛下の野党（へいかのやとう、男性君主の治下においては His Majesty's Most Loyal Opposition、女性君主の治下においては Her Majesty's Most Loyal Opposition）は、大抵の場合、2番目に大きい議席を庶民院に有する政党のことを指す。2024年7月からは保守党がそれにあたる。公式野党（こうしきやとう、Official Opposition）ともいう。

## 起源
陛下の野党（His Majesty's Opposition）という表現が初めて使われたのは1826年のことであったが、当時は近代二大政党制の出現前であり、議会は既にホイッグ党とトーリー党が主要2政党ではあったものの、当時の英国議会は今日のような高度に統一された政党よりは、むしろ私利と間柄と派閥で構成されていたというのが実情であった。この表現は当初、庶民院に於いて、外務大臣ジョージ・カニングを攻撃する際に、冗談半分で使われたものであった。
It is said to be hard on His Majesty's Ministers to raise objections of this character but it is more hard on His Majesty's Opposition to compel them to take this course.
（陛下の大臣らの品性に異議を唱えることは彼らにとって耐えがたいことだと巷間言われているが、陛下の大臣らにそれを行わせるのは陛下の野党にとって尚更耐えがたいことだ）—John Hobhouse, 1st Baron Broughton

## 野党の日
庶民院の会期の大半が政務のために使われるが、それぞれの会期のうち20日間は野党の議論のために取り置かれている。この中で17日間は陛下の野党の党首（Leader of the Opposition）の裁量となっており、残り3日間がより小さな党の代表によって使われる。議事日程を組む上で野党にはこれ以上の正式な権限はないものの、現実の議会運営に於いて一定の影響力を持っている。

## 党首
陛下の野党の党首は影の首相と見做され、議員報酬に加えてさらに法定の報酬を受取るほか、枢密顧問官への任命も含む国務大臣相当の役割を与えられる。1915年以来、首相と同様に陛下の野党の党首は一貫して庶民院議員である。それ以前は時折貴族院議員が陛下の野党の党首になることがあった。
任命に関わる揉め事はこれまで一度も起きたことはないが、1975年国務大臣及びその他の給与法（Ministerial and other Salaries Act 1975）のもと、最終的に庶民院議長の判断に依ることになっている。2024年11月現在、「陛下の野党の党首」を務めるのは保守党党首のケミ・ベーデノック。

## 大臣質問
クエスチョンタイムの際には、答弁者となる首相や大臣に対応する影の内閣メンバーがクエスチョンタイムを通して答弁者の正面に座り、総括質問を行う。クエスチョンタイムの大半は一般の与野党議員からの質問に充てられるが、一般議員は質問機会が常に保証されているわけではない。

### 首相質問
陛下の野党の党首の最も広く知られた職務は首相質問（Prime Minister's Questions (PMQs)）で、現在は議会が開かれている時期の毎週水曜日正午から30分間行われ、陛下の野党の党首は首相に6つ質問をする（2回に分けて質問することもある）。慣例により、この場に於いて他の影の内閣の大臣が首相に質問することはない（但し党首の代理を務める場合は除く）。

### 他大臣への質問
政府の全ての省は庶民院及び貴族院で質問を受ける。首相質問の時と同じく質問者に多くの質問が割り当てられ、加えて議員は自由に質問できる。